# Dragoon (Giono)
Dragoon est un roman inachevé de Jean Giono publié en 1982.

## Historique
Entre 1962 et 1967, Jean Giono écrit cent cinquante pages d'un roman qui sera rédigé avec plusieurs variantes.

Le manuscrit a été retrouvé dans les papiers de Jean Giono, dans une reliure mobile portant en titre : « Dragoon. Inachevé ».

## Résumé
« Un Dragoon, c'est une marque comme Shell ou Simca, cela sert à faire de l'asphalte d'un seul tenant. Nous assisterons à la passion d'un entrepreneur moderne, Zacharie, pour sa machine. Il l'achète... »

Mais avec quel argent ? Celui d'Ebenezeh Le Duc, grand-père de Zacharie, et des caches perdues des  brigands de l'an 12 ou « l'argent des Boers » de Magloire Le Duc, son père... 

## Éditions
- 1982 - Dragoon suivi d' Olympe, Collection Cahiers Giono (n° 2), Gallimard.
- 1983 - Dragoon, in "Jean Giono - Œuvres romanesques complètes", Tome VI (1227 pages), Gallimard, Bibliothèque de la Pléiade, Édition établie par Robert Ricatte avec la collaboration de Pierre Citron, Henri Godard, Janine et Lucien Miallet et Luce Ricatte,   (ISBN 978-2-07-011071-1)